# 函数演算
在数学中，函数演算（functional calculus）是一种使得函数得以能作用于算子的理论。它现在是泛函分析领域的一个分支（更准确地说，是几个相关领域），并与谱理论相关。 
为使得函数作用于算子的需要得到满足，须对于给定的算子和函数定义一个新的算子。例如对于给定的向量空间 {\displaystyle X} 上的算子 {\displaystyle T\in L(X)} ，以及某一族寻常函数 {\displaystyle F} （如实数上的多项式函数所构成的集合），寻找这样一个映射 {\displaystyle Z_{T}:F\to L(X)} 使得 {\displaystyle Z_{T}(f)\triangleq f(T)} ，注意这里重载了符号 {\displaystyle f} 的含义从而使得 {\displaystyle f(T)} 这样的表达式变得有意义。另外，通常会希望它满足一定的要求，如：
- {\displaystyle Z_{T}} 是一个有单位元的代数之间的同态
- 对于寻常的恒等函数 {\displaystyle \mathrm {id} \in F} 满足 {\displaystyle Z_{T}(\mathrm {id} )=T} （这个要求实际上过强，实际的函数演算会用到算子的谱来削弱这个要求）。

这些要求能使得我们关于函数的各种操作能够对这个新的映射仍然有效（如 {\displaystyle \exp(T)\exp(T)=\exp(T)^{2}} ），以及确保对于 {\displaystyle X\cong \mathbb {R} } 时 {\displaystyle T\mapsto f(T)} 成为一个平凡映射从而回到熟悉的情况。
从历史上看，该术语也曾用作和变分法同义；然而除了在泛函导数（functional derivative）那边，这种用法现已废弃。有些情况下这个术语是和函数方程的种类有关，或者是谓词演算系统的逻辑中使用。

## 动机
围绕数域上的寻常函数，已发展有许多方法和结论。而在处理算子时会发生类似于这些领域的情况，从而对于一个函数 {\displaystyle f} 和算子 {\displaystyle T} ，可能希望定义一个满足一些性质的映射来给出 {\displaystyle f(T)} 。
一个例子是，如研究李群和它的李代数的关系时，我们会遇到类似于微分方程 {\displaystyle f'(x)=f(x)} 的情况，从而引入指数映射的概念，而这对于矩阵李群而言就是矩阵指数，后者定义为
{\displaystyle \exp(T)=\sum _{k=0}^{\infty }{\frac {T^{k}}{k!}},}
具有和通常的指数函数完全相同的级数形式——尽管级数的严格定义、分析性质等问题还需专门考虑。那么，提前研究这种级数定义所给出函数演算的性质，将是一件有意义的事情。（实际上使用的函数演算会比这种级数定义更有力，参见为何需要更一般的函数演算。）
更简单的一类函数演算是将方阵的多项式函数演算，方阵的有限次幂以及和在其矩阵代数中就已定义。在有限维情况下，多项式函数演算已能得到大量有关算子的信息。
例如，考虑这样一族多项式，其中的多项式作用于算子 {\displaystyle T} 会得到零算子。这族多项式是多项式环中的理想。而这是一个不平凡的理想：设这个有限维矩阵代数的维数为 {\displaystyle n} ，那么 {\displaystyle \{I,T,T^{2},\ldots ,T^{n}\}} 将是线性相关的，从而存在一系列一些不全为零的标量 {\displaystyle \alpha _{i}} 使得 {\displaystyle \sum _{i=0}^{n}\alpha _{i}T^{i}=0} 。这意味着多项式 {\displaystyle \sum _{i=0}^{n}\alpha _{i}x^{i}} 也在这个理想中。由于多项式环是一个主理想整环，因此该理想是由某个多项式 {\displaystyle m} 生成的。通过乘上一个系数，我们可以选择 {\displaystyle m} 为首一多项式，这时 {\displaystyle m} 恰好是 {\displaystyle T} 的最小多项式。这个多项式蕴含了 {\displaystyle T} 的一些很深刻的信息。例如，一个标量 {\displaystyle \alpha } 是 {\displaystyle T} 的一个本征值当且仅当 {\displaystyle \alpha } 是 {\displaystyle m} 的一个根。另外， {\displaystyle m} 有时也可以用来高效地计算 {\displaystyle T} 的 矩阵指数。
在无穷维情况下，多项式函数演算所提供的信息就没那么多了。如果用多项式函数演算来研究移位算子，仿照前文所定义的理想将是平凡的。因此，人们一般是感兴趣于比多项式更普遍的函数演算。该主题与谱理论密切相关，因为对于对角矩阵或乘法算子，容易想到应如何定义泛函演算。